# Castleford (Idaho)
Castleford és una població dels Estats Units a l'estat d'Idaho. Segons el cens del 2000 tenia 277 habitants.

## Demografia
Segons el cens del 2000, Castleford tenia 277 habitants, 95 habitatges, i 62 famílies. La densitat de població era de 1.188,3 habitants per km².
Dels 95 habitatges en un 40% hi vivien nens de menys de 18 anys, en un 49,5% hi vivien parelles casades, en un 13,7% dones solteres, i en un 33,7% no eren unitats familiars. En el 27,4% dels habitatges hi vivien persones soles el 13,7% de les quals corresponia a persones de 65 anys o més que vivien soles. El nombre mitjà de persones vivint en cada habitatge era de 2,92 i el nombre mitjà de persones que vivien en cada família era de 3,6.
Per edats la població es repartia de la següent manera: un 37,9% tenia menys de 18 anys, un 7,6% entre 18 i 24, un 23,8% entre 25 i 44, un 19,9% de 45 a 60 i un 10,8% 65 anys o més.
L'edat mediana era de 28 anys. Per cada 100 dones de 18 o més anys hi havia 77,3 homes.
La renda mediana per habitatge era de 22.083 $ i la renda mediana per família de 26.250 $. Els homes tenien una renda mediana de 22.679 $ mentre que les dones 16.875 $. La renda per capita de la població era de 9.046 $. Aproximadament el 32,7% de les famílies i el 35,1% de la població estaven per davall del llindar de pobresa.

## Poblacions més properes
El següent diagrama mostra les poblacions més properes.